# Taputi

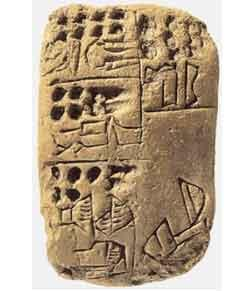
Taputi-Belatecalim em uma tabuleta da Mesopotâmia de

Taputi, também conhecida como Taputi-Belatecalim (onde "Belatecalim" refere-se ao sexo feminino, orientadora de um palácio), é considerada a primeira química do mundo e perfumista mencionada em um tablete em cuneiformes datado por volta de 1 200 a.C., na Babilônia, Mesopotâmia. Ela usava flores, óleo, e cálamo juntamente com cyperus, mirra, e bálsamo. Ela adicionava água ou outros solventes, em seguida, a água era destilada e filtrada várias vezes.
Ela também trabalhou com um pesquisador chamado (—)-ninu (a primeira parte do seu nome foi perdido).